# Lama (gioco)
Lama o LAMA (ortografia originale L.A.M.A., acronimo della frase in lingua tedesca "Lege Alle Minuspunkte Ab", cioè "Sbarazzati di tutti i punti negativi") è un gioco di carte di Reiner Knizia, pubblicato nel 2018 da Amigo. Nel 2019 il gioco è stato uno dei tre candidati al premio Spiel des Jahres.

## Il gioco
Lama è un gioco di carte in cui lo scopo è liberarsi per primi di tutte le proprie carte, simile al classico Mao Mao. In questo gioco, a differenza di Mao Mao o Uno, non ci sono carte speciali, ma un giocatore ha la possibilità di abbandonare e congelare la propria mano, uscendo dal round corrente oppure continuare a giocare sperando di scartare tutte le sue carte.
I giocatori che perdono un round ricevono punti negativi sotto forma di gettoni mentre i vincitori possono eliminare gettoni presi in precedenza. Il gioco termina alla fine di un round in cui un giocatore ha accumulato più di 40 punti negativi: chi ha meno punti negativi vince la partita.

## Il materiale di gioco
Il materiale di gioco è composto da un mazzo di 56 carte, 8 carte ciascuna con i numeri da 1 a 6 e 8 carte Lama, oltre a 70 gettoni punteggio, 50 bianchi del valore di un punto ciascuno e 20 neri del valore di 10 punti ciascuno.

## Regole del gioco
Le carte vengono mischiate e ogni giocatore ne riceve sei. Il resto forma un mazzo di pesca coperto messo al centro del tavolo, di cui viene rivelata la prima carta, che viene messa accanto al mazzo coperto, a formare la pila degli scarti.
Il gioco si svolge su più round. A partire dal primo giocatore e in senso orario ognuno effettua una di queste tre azioni:
- calare una carta;
- pescare una carta, dal mazzo coperto;
- passare (ovvero uscire dal round in corso).

### Calare una carta
La carta al momento in cima alla pila degli scarti determina quale delle proprie carte può essere giocata, ovvero calata sulla pila: una carta con lo stesso valore o una col valore successivo; una carta Lama può essere calata su un 6 o su un altro Lama, su un Lama si può calare un Lama o una carta 1.

### Pescare
Se un giocatore non può calare nessuna delle sue carte deve pescare una carta dal mazzo coperto e il turno passa al giocatore successivo. Quando il mazzo di pesca è terminato, non viene ripristinato e da quel momento in poi non può più essere effettuata questa azione.

### Passare
Come terza opzione, se un giocatore non può o non vuole giocare una carta può passare e quindi uscire dal round in corso: in questo caso mette le sue carte coperte di fronte a sé e il round continua con i giocatori che sono ancora in gioco.

### Fine del round
Un round termina immediatamente quando:
- un giocatore ha terminato le sue carte;
- tutti i giocatori hanno abbandonato il round.

Tutti i giocatori con ancora carte in mano (anche quelli che hanno passato) collezionano punti negativi: ogni carta dà punti negativi pari al suo valore, il Lama dà 10 punti negativi, però ogni valore delle carte si conteggia una sola volta.
Ciascuno prende tanti gettoni pari ai punti negativi accumulati, mentre il giocatore che ha chiuso scartando tutte le proprie carte può eliminare uno dei suoi gettoni, sia esso di valore uno che di valore 10.
Il mazzo viene nuovamente mischiato e si inizia un nuovo round di gioco, distribuendo altre 6 carte a ciascun giocatore.
Si continua a giocare finché un giocatore non ha collezionato più di 40 punti negativi, a questo punto chi ha meno punti negativi vince la partita.

## Premi e riconoscimenti
- 2019
  - Spiel des Jahres: gioco nominato[2]
  - Premio À la Carte: 2ºclassificato
  - Golden Geek: gioco nominato nella categoria Best Card game